# Mosteiro Mater Ecclesiae
O Mosteiro Mater Ecclesiae (do latim, Mãe da Igreja) é um mosteiro de clausura monástica situado no Vaticano. 
Este mosteiro, nomeado em homenagem à Virgem Maria, situa-se na Colina do Vaticano no interior dos Jardins do Vaticano e próximo da fonte Aquilone. O edifício religioso foi construído entre 1992 e 1994 no lugar de um antigo prédio administrativo da polícia do Vaticano. Sua estrutura se incorpora na chamada Cidade Leonina. O edifício está dividido em duas partes: a capela ocidental (duas plantas e de forma retangular) e a parte comunitária oriental com salas e celas monásticas (de forma retangular e com quatro pisos). Junto ao mosteiro se encontra uma horta de frutas e verduras.
O Mater Ecclesiae foi fundado pelo Papa João Paulo II a fim de contar com um grupo de freiras contemplativas dentro do Vaticano para rezar pelo Papa e pela Igreja Católica. Esta tarefa foi, no início, da competência das Irmãs Clarissas. Esta atribuição foi transferida, no entanto, a cada cinco anos para uma outra ordem religiosa feminina contemplativa de clausura monástica. Com o início das obras de renovação em novembro de 2012, as últimas freiras se mudaram.

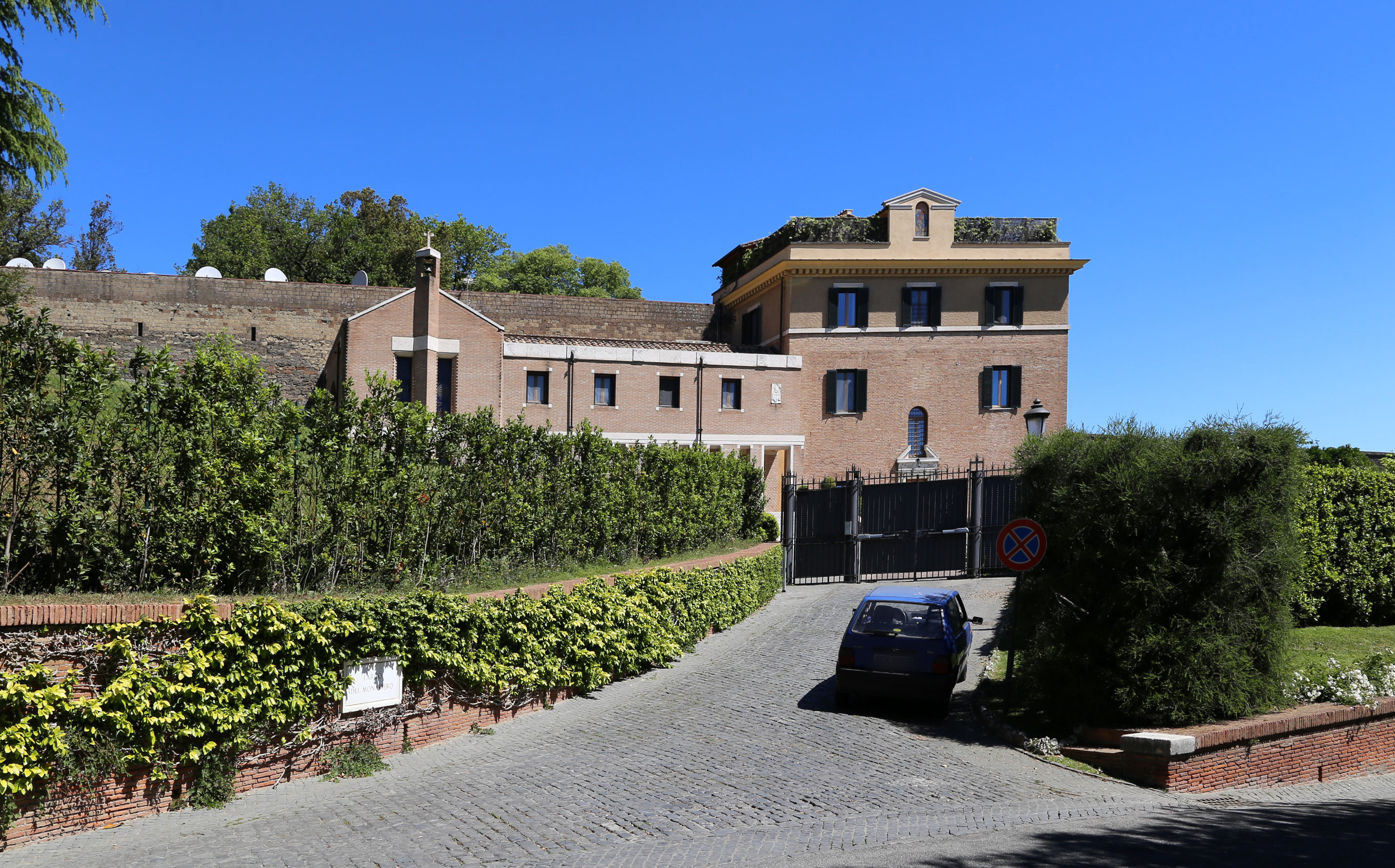
Entrada do Mosteiro Mater Ecclesiae.

Ordens religiosas femininas residentes no convento:
- Ordem de Santa Clara (1994 – 1999)
- Ordem das Carmelitas Descalças (1999 – 2004)
- Ordem de São Bento (2004 – 2009)
- Ordem da Visitação de Santa Maria (2009 – 2012)

Em 11 de fevereiro de 2013, foi anunciado que o mosteiro serviria como residência de vida religiosa para Bento XVI depois de sua renúncia, tão logo as obras de renovação e adaptação do edifício estivessem terminadas.